# ラタトスク

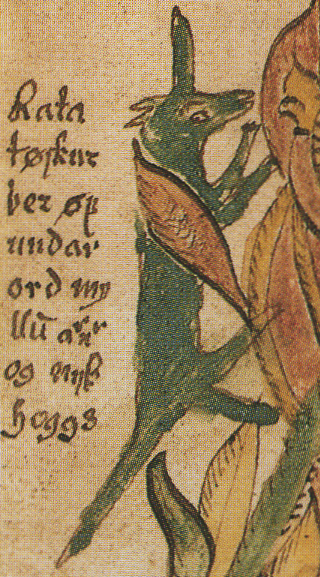
ラタトスク。『AM 738 4to』より。

ラタトスク（Ratatoskr、「走り回る出っ歯」の意）は、北欧神話において世界樹ユグドラシルに住んでいるといわれる栗鼠。
『古エッダ』の『グリームニルの言葉』第32聯や『スノッリのエッダ』第一部『ギュルヴィたぶらかし』第16章での説明によると、ラタトスクはユグドラシルの梢に住んでいる大鷲フレースヴェルグと、根元に住んでいる大蛇ニーズヘッグの間で交わされる会話を中継しており、この2体の喧嘩を煽り立てている。